# 笑福亭鶴光 デジラジキングダム
『笑福亭鶴光 デジラジキングダム』（しょうふくていつるこ デジラジキングダム）はニッポン放送で2005年10月9日から2006年3月26日まで放送されていたバラエティ番組である。

## 概要
2003年のニッポン放送の週末ナイターオフ枠にて、鶴光の番組を単発で編成して来たが、2005年度の週末ナイターオフ枠にてシーズンを通して番組編成される事が決定。
今までの鶴光の番組とは違い、放送当時のWebツールなどを使った番組構成となっていた。なお、2006年1月からは『バレーボールエキスプレス』が開始したため、5分縮小された。

## 出演者

### パーソナリティ
- 笑福亭鶴光

### アシスタント
- 西田裕美[2]（声優、ナレーター）

- 鈴木芳彦（当時：ニッポン放送アナウンサー）※「鶴光のお店におじゃま」、「絶叫キングへの道」担当

### ニュースデスク
- 岩下方彦（当時：ニッポン放送報道部記者、元アナウンサー）※「鶴の没ニュース」も担当

## 放送時間
- 日曜 17:30 - 20:30（2005年10月 - 同年12月）
- 日曜 17:30 - 20:25（2006年1月 - 同年3月）

### 放送時間変更などの事例
- 2005年10月16日　パ・リーグプレーオフ決勝戦（福岡ソフトバンクホークスvs千葉ロッテマリーンズ）中継のため休み
- 2005年10月23日　日本シリーズ（ロッテvs阪神タイガース）中継のため休み
- 2005年11月13日　アジアシリーズ決勝戦（ロッテvs三星ライオンズ）中継のため休み、「お笑いネクストブレーカー」は翌14日1:30から放送
- 2005年11月27日　「全国民放AMラジオ47局統一キャンペーン あなたに伝えたい〜言い出せなかった"ありがとう"」（18:00 - 19:00）放送のため変則放送となった。
  - 17:30 - 18:00　「デジラジキングダム第1部」
  - 18:00 - 19:00　「あなたに伝えたい〜言い出せなかったありがとう」
  - 19:00 - 19:50　「お笑いネクストブレーカー」
  - 19:50 - 20:30　「デジラジキングダム第2部」
- 2005年12月18日　「上沼恵美子のニッポン放送初上陸!2005年言いたい放題」放送のため休み、「お笑いネクストブレーカー」は翌19日1:30から放送
- 2006年1月1日　新春特別番組を放送のため休み、「お笑いネクストブレーカー」は翌2日1:30から放送
- 2006年2月26日　「ニッポン放送ショウアップナイタースペシャル WBC日本代表vsロッテ」中継のため休み、 「お笑いネクストブレーカー」は翌27日2:00から放送

## 2006年3月時点のタイムテーブル
- 17:30　オープニング
- 17:40　今日の1曲
- 17:45　鶴音ランキング
- 17:50　ニッポン放送ニュース
- 17:56　交通情報
- 18:00　メール紹介
- 18:03　鶴光のお店におじゃま
- 18:20　着ギャザ〜鶴の一声
- 18:24　交通情報
- 18:28　アナタと山手線げぇ〜む
- 18:35　鶴の玉手箱
- 18:45　ニッポン放送ニュース

- 18:50 - 19:50　お笑いネクストブレーカー
  - 司会：増山さやか

- 19:50　あなからのメール紹介
- 20:00　鶴の没ニュース
- 20:10　絶叫キングへの道
- 20:24　エンディング